# Ben Youssef-moskee (Essaouira)
De Ben Youssef-moskee is de grootste moskee in de havenstad Essaouira in het westen van Marokko.
Het is één van de belangrijkste en meest imposante gebouwen in de stad. Het ligt in het zuidoostelijke deel van de medina van Essaouira en vormt de verbinding tussen de kasbah en de rest van de medina.
Met een oppervlakte van 2.000 m² is het de grootste moskee van de stad. De minaret is 66,34 m hoog, met een basis van 6,8 m.